# アプサラス (ガンダムシリーズ)
アプサラス (Apsaras) は、「ガンダムシリーズ」のうち、1996年から1999年にかけて発売されたOVA『機動戦士ガンダム 第08MS小隊』に登場する架空の兵器。有人操縦式の大型機動兵器「モビルアーマー (MA)」のひとつ。
作中の軍事勢力のひとつであるジオン公国軍の試作機で、技術少将のギニアス・サハリンが開発責任者を、彼の妹にして本作のヒロインであるアイナ・サハリンがテスト・パイロットを務める。巨体でありながら重力下での浮遊能力をもち、機体中央の大口径ビーム砲「メガ粒子砲」と、その上部に配置されている人型機動兵器「モビルスーツ (MS)」の一種であるザクIIの頭部が特徴となっている。OVA版では仕様の異なる3機（アプサラスI、アプサラスII、アプサラスIII）が登場するが、コミカライズ版ではそれ以前の試作機（アプサラス0）も登場する。
メカニックデザインはカトキハジメ（アプサラス0を除く）。

## 概要
一年戦争後期、「アプサラス計画」に基づき開発されたジオン公国軍の拠点強襲用モビルアーマー。ジオン本国の名家出身であるギニアス・サハリン技術少将が開発を計画し、ジオン公国公王デギン・ソド・ザビによる裁可を経て、チベット・ラサ近郊に位置するジオン・アジア方面軍の秘密基地にて開発が行われた。
「アプサラス計画」とは、ジオン公国に不利な戦況を覆すべく、ミノフスキー・クラフトと強力なメガ粒子砲を搭載したMAを地上基地から敵の防空圏外である成層圏まで上昇させた後、地球連邦軍総本部ジャブローの上空へ降下させてメガ粒子砲による奇襲攻撃を仕掛けるというものであり、ギニアスの妄想とも解釈できる壮大な計画であった。一見すると荒唐無稽な計画であるが、ジャブローの対空迎撃能力の低さを突くなどそのコンセプトは夢物語と呼べるものではなく、計画書も技術的なハードルはいくつかあるものの実用に足る説得力を有していたことから、デギンによる裁可を経て予算と人員が与えられ、ギニアスの主導のもとで開発が開始された。
機体自体はミノフスキー・クラフトの実験機である1号機「アプサラスI」のほか、それにメガ粒子砲を搭載した2号機「アプサラスII」、アプサラスI/IIの出力不足問題を解決した完成型である3号機「アプサラスIII」が開発された。しかし、戦局の悪化に加え、連邦軍との交戦によってアプサラスIIを喪失したことなどからアプサラスIIIの開発は遅れ、最終的にアプサラスIIIは完成したものの正式量産は認可されなかった。アプサラスIIIは連邦軍から秘密基地を防衛するために出撃し、連邦軍部隊に打撃を与えたが、最後は撃破されて大破し、開発を主導したギニアスも死亡した。なお、コミカライズ版ではこれら3機のほか、大気圏突入用のデータ試験機である「アプサラス0」も開発されている。
本機がジャブロー攻撃用であることは、連邦軍も中破したアプサラスIIを回収してそのデータをもとにしたシミュレーションの結果から把握しており、もしこれが完璧な形で実行された場合、連邦軍は宇宙や地球上では止められず、ジャブローは火の海になるであろうという結論が出されている。

## アプサラスI / アプサラスII
テスト・パイロットはギニアスの妹であるアイナ・サハリン。半球状の胴体の上部にザクIIの頭部を設置している。中央にメガ粒子砲口、前後4箇所に降着脚が収納され、球体下部にひと回り小さい半球部分がある。1号機の「アプサラスI」はおもにミノフスキー・クラフトの実験機で、その後にメガ粒子砲を装備した2号機を「アプサラスII」と呼ぶ。
アプサラスIは非武装の機体で、機体中央のメガ粒子砲用スペースに赤いカバーがかけられている。やむをえず戦闘をおこなう際には、ミノフスキー・クラフトの出力を瞬間的に上げ、その際に生じる衝撃波を攻撃手段とする。
劇中での活躍
アプサラスIは第4話に登場。護衛のドップ2機とともに試験飛行中、制御系にトラブルを起こしてシロー・アマダの指揮する第08MS小隊と遭遇する。テストパイロットのアイナは、被弾したノリス大佐のドップを援護すべく戦闘に介入し、ミノフスキー・クラフトの衝撃波攻撃で08小隊を圧倒するが、陸戦型ガンダムのビーム・サーベルと100ミリマシンガンの攻撃で損傷する。
アプサラスIIは第6話に登場。テスト飛行中、08小隊の仕掛けた罠に落ちる。メガ粒子砲で罠を破壊するが、シローの操縦する陸戦型ガンダムに取り付かれ、至近距離からのバルカン砲の斉射で推進器系が暴走して共に雪山へ墜落し、機密保持のために自爆処分される。

## アプサラスIII
アプサラスの完成型。パイロットは引き続きアイナが務め、ギニアス本人も後部座席に同乗する。戦局の悪化、および実験機であるアプサラスIIが失われたせいもあり、完成時期が遅れて正式な量産は認可されない。
先行の2機に搭載されたジェネレーターはミノフスキー・クラフトを安定稼働させるためには出力不足だったうえ、アプサラスIIIではミノフスキー・クラフトを2基装備させる予定であったため、より多量の電力を供給するためにリック・ドム3機分のジェネレーターを搭載している。
横長の巨大な楕円型の機体の、下部には球状のミノフスキー・クラフトが左右に2基、中心には実験機と同じようにメガ粒子砲と、その上部にザクIIの頭部がある。通常は浮遊して移動するが、位置を固定する際には球状のミノフスキー・クラフトを途中に付けた、細長い足のような降着脚を2本、補助として後方にもう1本伸ばし、先端を接地させる。
なお、機体下部にブースター・ユニットを装着し、成層圏まで上昇させる「パーフェクトアプサラス」という案も存在していた。また、アプサラスIIIを構成するモジュールには、現実世界のパソコンに関連した名称が付けられている。
劇中での活躍
ギニアス率いる部隊がアプサラスの開発に用いた極秘工場の所在が連邦軍に発覚し、基地を防衛するためにグフフライトタイプ2機を護衛に伴って山頂から飛び立つ。基地周辺に展開していた連邦軍部隊をメガ粒子砲の斉射でなぎ払い、周辺の山ひとつを吹き飛ばすが、この攻撃はジオン側（アイナ）が申し込んだ休戦協定をギニアスが独断で破ったことによるものであり、ひそかに連邦軍が展開させていたジム・スナイパーの即座の報復攻撃によって降着脚とミノフスキー・クラフトを撃ち抜かれ、航行不能となる。ジム・スナイパーを撃墜してなお、後方にいた本隊のビッグ・トレーの粉砕を目論むが、発射直前にシローとアイナが乗るガンダムEz8にギニアス諸共頭部下のコックピットを破壊され、撃破されると同時に放ったメガ粒子砲の一撃でビッグ・トレーを山ごと消滅させる。

## アプサラス0
漫画『機動戦士ガンダム第08MS小隊 U.C.0079+α』に登場。
大気圏突入時のデータ収集機。胴体の上部にザクIIの上半身（デザインはアニメ版の高機動試作型ザクと同一）があり、胴体下部にミノフスキー・クラフトを搭載した半球部分がある。ザクIIの上半身部分は、ミノフスキー・クラフトにトラブルが発生しても、運用データを回収するための脱出装置として機能する。
劇中での活躍
アニメ原作における宇宙用高機動試験型ザクに近い役回りとなっている。HLVで大気圏離脱後に再突入してデータを収集する予定だったが、連邦軍のコバイユ部隊と遭遇してミノフスキー・クラフトを損傷したため、再突入できないままザクIIの上半身部分で脱出する。その後、コバイユ部隊のジムやシローのボールと交戦するが、大破して爆砕する。